# Flix (striptekenaar)
Flix (Münster, 16 oktober 1976), pseudoniem van Felix Görmann, is een Duits striptekenaar en cartoonist. Hij woont in Berlijn.

## Carrière
Flix studeerde communicatiedesign in Saarbrücken en Barcelona.
Flix tekende verschillende graphic novels als Held (2002), Sag was (2003) en Mädchen (2005). Hij won reeds verschillende prijzen. Zo kreeg hij voor zijn albums Held en Schöne Töchter in  respectievelijk 2004 en 2012 een Max & Moritz-Prijs.
Vanaf 2006 levert Flix ook bijdragen voor Duitse kranten. In 2009 publiceerde Carlsen Comics zijn stripreeks Da war mal was over de Berlijnse muur, die voorgepubliceerd was in de krant Der Tagesspiegel. Anno 2021 verschijnt Glückskind wekelijks in de Frankfurter Allgemeine Zeitung.
In 2018 schreef en tekende hij als eerste Duitse tekenaar in de reeks Robbedoes en Kwabbernoot door... het verhaal Robbedoes in Berlijn, dat in Duitsland hoge verkoopcijfers haalde en in 2021 op de Nederlandstalige markt werd uitgebracht. In 2022 verscheen van zijn hand ook een Marsupilami-album buiten de hoofdreeks.